# Bo Nickal
Bo Dean Nickal (Colorado, 14 de janeiro de 1996) é um lutador profissional de artes marciais mistas norte-americano, ex-lutador de wrestling olímpico e graduado em wrestling universitário, que atualmente compete na divisão dos pesos-médios do Ultimate Fighting Championship (UFC).
No wrestling olímpico (estilo livre), conquistou o título mundial sub-23 em 2019, venceu o campeonato nacional US Open e foi finalista na seletiva da equipe olímpica dos Estados Unidos em 2020, além de ter participado do evento Final X em 2019.
Como atleta universitário, Nickal foi tricampeão nacional da Divisão I da NCAA (vice-campeão em 2016) e tricampeão da Big Ten Conference representando a Universidade Estadual da Pensilvânia.
Considerado um dos maiores atletas da história dos Nittany Lions, Nickal recebeu o Troféu Dan Hodge em 2019 como o melhor wrestler universitário do país, venceu por duas vezes o Prêmio Schalles como melhor finalizador dos Estados Unidos e foi eleito o Atleta Masculino do Ano da Big Ten em 2019.

## Carreira no wrestling

### Início e ensino médio
Nickal nasceu em Rifle, Colorado, mas se mudou para o estado de Wyoming ainda pequeno, onde começou a praticar wrestling por volta dos cinco ou seis anos de idade. Na quinta série, mudou-se para Rio Rancho, no estado do Novo México. Ainda no oitavo ano do ensino fundamental, integrou a equipe principal do colégio (Varsity team) e conquistou o segundo lugar no torneio estadual do Novo México naquela mesma temporada.
No primeiro ano do ensino médio (freshman), mudou-se novamente, desta vez para a Allen High School, em Allen, Texas. Nesse ano, ficou em segundo lugar no torneio estadual do Texas e, a partir do seu segundo ano (sophomore), venceu todos os torneios estaduais que disputou, tornando-se tricampeão estadual pela UIL do Texas.
No terceiro ano (junior), ficou em quinto lugar no Campeonato Mundial Sub-17 de 2013 em wrestling estilo livre.
Após concluir seu terceiro ano do ensino médio, Nickal se comprometeu a competir como atleta da equipe de wrestling da Penn State Nittany Lions na Universidade Estadual da Pensilvânia.
Concluiu o ensino médio com um cartel de 183 vitórias e 7 derrotas, incluindo 131 lutas vencidas por queda, sendo classificado como o nono melhor wrestler do país na classificação libra por libra [en].

### Universidade Estadual da Pensilvânia

#### 2014–2015
Nickal optou por competir como Redshirts [en] durante seu primeiro ano no wrestling universitário, acumulando um cartel de 15 vitórias e 2 derrotas em torneios abertos, competindo de forma independente na categoria de 78,92kg.

#### 2015–2016
Iniciando sua temporada como calouro (freshman) ranqueado em 14.º lugar no país, Nickal venceu suas dezoito primeiras lutas, conquistando os títulos do Nittany Lion Open e do Southern Scuffle, além de vitórias importantes sobre o vice-campeão da NCAA Brian Realbuto, diversos All-Americans da Divisão I como Zach Epperly, Bryce Hammond e Ethan Ramos, e o futuro campeão da NCAA Myles Martin.
Na 19.ª luta da temporada, já classificado como o número 1 da categoria até 78,92kg, Nickal foi derrotado por pontos por Nate Jackson, encerrando sua sequência invicta. Em seguida, recuperou-se com oito vitórias consecutivas, incluindo mais uma sobre Myles Martin, encerrando a temporada regular com um cartel de 26–1.
No Campeonato da Big Ten Conference, Nickal conquistou três vitórias com pontos de bonificação, incluindo uma queda sobre Myles Martin e uma vitória majoritária sobre Zac Brunson na final.
No Campeonato Nacional da Divisão I da NCAA de 2016, entrou como o cabeça de chave número 1 e venceu os três primeiros combates até chegar à semifinal, onde vingou sua derrota anterior contra Nate Jackson, avançando à final por pontos.
Na final, enfrentou novamente Myles Martin, então cabeça de chave número 11, a quem já havia derrotado três vezes naquela temporada, mas foi superado em uma luta acirrada e terminou com o vice-campeonato nacional.
Após conquistar o vice-campeonato nacional, Nickal subiu para a categoria de 86 kg no Torneio Qualificatório Final dos EUA para o Mundial de 2016 (estilo livre), realizado em abril, onde terminou na quarta colocação, com um cartel de 5–2. Ele também tentou integrar a equipe mundial dos EUA na categoria sub-20, mas foi eliminado por Zahid Valencia.

#### 2016–2017
Agora no 2º ano da faculdade (sophomore), Nickal subiu para a categoria de 83,4kg. Durante a temporada regular, manteve-se invicto, vencendo o Keystone Classic com uma série de quedas. Terminou a temporada com 14–0 em duelos diretos, vingando com autoridade sua derrota para Myles Martin na final da NCAA do ano anterior. Também conquistou vitórias sobre o vice-campeão nacional TJ Dudley e os All-Americans Sammy Brooks e Nolan Boyd — ambos por queda.
Nos playoffs, foi surpreendido por Myles Martin na semifinal do Campeonato da Big Ten, mas se recuperou e terminou em terceiro lugar ao derrotar TJ Dudley pela segunda vez.
No Campeonato Nacional da Divisão I da NCAA de 2017, começou com uma vitória por queda técnica na primeira rodada, seguida por três vitórias consecutivas por queda, garantindo vaga em sua segunda final nacional — destacando-se as quedas sobre Dudley e Sammy Brooks.
Na final, enfrentou Gabe Dean, invicto na temporada e bicampeão da NCAA. Nickal venceu por um ponto e conquistou seu primeiro título nacional, impedindo Dean de conquistar seu terceiro título consecutivo.
Pouco após conquistar seu primeiro título universitário, Nickal voltou a competir na categoria de 86 kg e terminou em quarto lugar no US Freestyle Open, com um desempenho de 4–2.

#### 2017–2018
No seu terceiro ano (junior), Nickal terminou a temporada regular com 23 vitórias e nenhuma derrota, sendo 21 delas com pontuação de bonificação. Conquistou diversos títulos em torneios e vitórias importantes, incluindo sobre Domenic Abounader e seu rival de longa data, Myles Martin.
No Campeonato da Big Ten, Nickal conquistou seu segundo título ao derrotar Martin na final, avançando para o Campeonato Nacional da Divisão I da NCAA de 2018 como o principal favorito.
No torneio nacional, obteve vitórias marcantes sobre Jordan Ellingwood (campeão da Mid-American Conference em 2016), o calouro prodígio da Cornell Max Dean e Domenic Abounader, da Universidade de Michigan, avançando para sua terceira final consecutiva.
Na final, aplicou uma de suas quedas mais icônicas contra Myles Martin, encerrando a rivalidade entre os dois, conquistando seu segundo título da NCAA e garantindo o título por equipes para a Penn State.
Devido à sua performance dominante, foi premiado com o título de Melhor Lutador do Torneio da NCAA (MVP) e recebeu o prestigiado Prêmio Schalles [en] como o melhor finalizador do país.

#### 2018–2019
Em seu último ano como redshirt senior, Nickal subiu novamente de categoria, passando a competir nas 89,35kg. Nesse novo peso, venceu com tranquilidade o Campeonato da Big Ten Conference pela segunda vez consecutiva e terceira no total.
Em seu último torneio da NCAA, dominou os três primeiros combates até a final, vencendo os dois primeiros por queda e a semifinal por vitória majoritária. Na final, derrotou o segundo cabeça de chave, Kollin Moore, por pontos (5–1), conquistando o título da NCAA.
Com esse resultado, Nickal tornou-se um dos quatro lutadores da  Penn State a vencer três títulos nacionais da NCAA e o terceiro (junto de David Taylor e Jason Nolf) a alcançar quatro finais consecutivas da NCAA.
Ao final da temporada, foi agraciado com o Troféu Dan Hodge [en] como melhor wrestler universitário do país, além de conquistar novamente o Prêmio Schalles como principal finalizador do wrestling universitário dos Estados Unidos.
Também foi nomeado Co-Lutador do Ano da Big Ten de 2019, Atleta Masculino do Ano da Penn State e Atleta Masculino do Ano da Big Ten.

#### 2020
No início de 2020, Nickal subiu para a categoria de 97 kg com o objetivo de desafiar o campeão olímpico vigente Kyle Snyder. Estreou no torneio internacional Matteo Pellicone com uma vitória fácil por queda técnica na primeira rodada, mas acabou sendo derrotado por 0–10 também por queda técnica por Mohammad Hossein Mohammadian, que mais tarde venceria o torneio. Foi a primeira vez que Nickal foi derrotado dessa forma no estilo wrestling estilo livre ou no wrestling universitário desde sua graduação.
Na repescagem, enfrentou uma luta difícil contra Alisher Yergali: perdia por 11–12, mas conseguiu uma queda nos segundos finais e venceu por 13–12. Na sequência, enfrentaria Kyle Snyder, mas não compareceu ao tatame, sendo declarado W.O., o que o eliminou do torneio, finalizando em sétimo lugar.
Como campeão mundial Sub-23 de 2019, Nickal se classificou para a Seletiva Olímpica dos EUA de 2020. Estava programado para competir em abril, mas o evento foi adiado para 2021 devido à pandemia de COVID-19, assim como os Jogos Olímpicos de Verão de 2020.
Como campeão em uma categoria não olímpica, Nickal precisava decidir se competiria nos 86 ou 97 kg, mas essa decisão não foi divulgada imediatamente por conta do adiamento dos eventos. Em 21 de setembro, anunciou que competiria nos 86 kg em 2021.
Nickal voltou ao tatame em 19 de setembro, no evento NLWC I, enfrentando Alex Dieringer em sua estreia nos 86 kg desde sua transição completa para o estilo livre. Dieringer marcou o primeiro ponto com um empurrão para fora no início do combate, mas foi penalizado por passividade posteriormente. Nickal empatou o placar após defender os ataques do adversário, ganhando ponto e ficando com o critério de desempate por ter sido o último a pontuar. Como nenhum dos dois conseguiu pontuar novamente, Nickal venceu por critério.
Nickal estava programado para enfrentar o vice-campeão nacional de 2020, Nate Jackson, em 24 de novembro, no evento NLWC III, mas foi retirado do card um dia antes da luta.

#### 2021
Após um ano anterior relativamente inativo, Nickal enfrentou o bicampeão nacional da Divisão I da NCAA Gabe Dean em uma revanche da final do campeonato de 2017, no dia 23 de fevereiro, durante o evento NLWC V. Após uma luta repleta de movimentação, Nickal foi derrotado por Dean em um combate equilibrado.
No início de abril, Nickal competiu na Seletiva Olímpica dos EUA — remarcada para 2021 — como o sexto cabeça de chave, tentando representar os Estados Unidos nos Jogos Olímpicos de Verão de 2020. No torneio classificatório, Nickal venceu o campeão da NCAA de 2021 pela Penn State, Carter Starocci (nas oitavas de final); o campeão do US Open de 2019, Pat Downey (quartas); e o campeão nacional dos EUA de 2019, Zahid Valencia (semifinal).
Na final, disputada em melhor de três lutas, Nickal enfrentou seu ex-companheiro de equipe na Penn State e campeão mundial de 2018, David Taylor. Nickal foi derrotado nas duas lutas, por 0–4 e 0–6, não conseguindo se classificar para a equipe olímpica dos EUA e encerrando a sequência de 45 vitórias consecutivas de Taylor. Taylor viria a conquistar a medalha de ouro nos Jogos Olímpicos de Tóquio.
Sobre a relação entre ambos, Taylor afirmou:
"Foi uma emoção estranha", disse Taylor. "Conversamos sobre isso antes, e temos um grupo muito forte no clube de wrestling, especialmente nos 86 quilos, então somos desafiados todos os dias, e nenhum de nós estaria onde está sem o outro. Bo é incrível, e eu não estaria onde estou sem ele."

## Carreira nas artes marciais mistas

### Início de carreira
Em 10 de novembro de 2019, foi anunciado que Nickal havia assinado um contrato de gerenciamento com a First Round Management, sinalizando sua transição para o MMA. Também foi divulgado que ele planejava abrir uma nova filial da American Top Team em parceria com Dan Lambert, localizada em Pleasant Gap, Pensilvânia. A construção da academia começou em 23 de outubro de 2020 e foi oficialmente inaugurada em 2 de julho de 2021.
Após a Seletiva Olímpica de 2020, Nickal fez sua estreia no MMA amador contra David Conley em 24 de setembro de 2021, vencendo por finalização com um triângulo de braço ainda no primeiro round. Em sua luta seguinte, nocauteou Billy Goode com um único golpe em 5 de novembro de 2021.
Nickal fez sua estreia profissional no MMA na categoria dos pesos-médios enfrentando John Noland em 3 de junho de 2022, no Greater Richmond Convention Center, em Richmond, Virgínia, como parte do evento iKon FC organizado por Jorge Masvidal. Ele venceu a luta por nocaute em menos de um minuto no primeiro round.

### Dana White's Contender Series
Em sua segunda luta como profissional, Nickal enfrentou Zachary Borrego no dia 9 de agosto de 2022, no Dana White's Contender Series 49. Na pesagem oficial, Borrego ultrapassou o limite da categoria em 0,7 kg (chegando a 85,1 kg), e a luta foi mantida como peso casado, com Borrego sendo multado com parte da bolsa, que foi repassada a Nickal. Nickal venceu a luta por finalização com um estrangulamento pelas costas ainda no primeiro round. No entanto, devido à sua pouca experiência no MMA, o presidente do UFC, Dana White, optou por não oferecer imediatamente um contrato, decidindo agendar uma nova luta de Nickal na série.
Nickal retornou ao evento no dia 27 de setembro de 2022, enfrentando Donovan Beard no Dana White's Contender Series 56. Ele finalizou Beard em apenas 52 segundos com um triângulo, mais uma vez sem sofrer golpes significativos. Após essa performance, Nickal foi premiado com seu primeiro contrato oficial com o UFC.

### Ultimate Fighting Championship
Nickal estava escalado para fazer sua estreia no UFC contra Jamie Pickett em 10 de dezembro de 2022, no UFC 282. No entanto, ele se retirou do combate devido a uma lesão. A luta foi remarcada para 4 de março de 2023, no UFC 285. Nickal venceu a luta com uma finalização por estrangulamento com triângulo de braço ainda no primeiro round. A vitória lhe rendeu o prêmio de Performance da Noite. Após a luta, o empresário de Pickett anunciou que entraria com um recurso junto à Comissão Atlética do Estado de Nevada alegando que Nickal se beneficiou de um golpe não marcado na região genital para vencer a luta.
Nickal foi escalado para enfrentar Tresean Gore em 8 de julho de 2023, no UFC 290. No entanto, Gore se retirou do combate poucos dias antes do evento devido a uma lesão no punho. Ele foi substituído pelo estreante Val Woodburn. Nickal venceu a luta por nocaute técnico aos 38 segundos do primeiro round.
Nickal enfrentou Cody Brundage em 13 de abril de 2024, no UFC 300. Ele venceu a luta por finalização com um estrangulamento pelas costas no segundo round.
Nickal enfrentou Paul Craig em 16 de novembro de 2024, no UFC 309. Ele venceu por decisão unânime dos juízes.
Nickal enfrentou o ex-campeão dos médios e meio-pesados do ONE Championship, Reinier de Ridder, em 3 de maio de 2025, no UFC on ESPN 67. Ele perdeu a luta por nocaute no segundo round após uma joelhada no corpo.

## Carreira no submission grappling
Nickal competiu na primeira luta de submission grappling de sua carreira nos esportes de combate no Third Coast Grappling 3, em 7 de dezembro de 2019, quando enfrentou Gordon Ryan no evento principal. Nickal foi finalizado com um triângulo.
Nickal representou a iKon FC em um torneio por equipes de submission grappling no UFC Fight Pass Invitational 2, em 3 de julho de 2022. Ele empatou com Eliot Kelly na rodada de abertura e com Oliver Taza na final, com a equipe iKon FC ficando com o segundo lugar no torneio.

## Vida pessoal
Nickal é filho de Jason e Sandy Nickal. Ambos foram atletas universitários: sua mãe jogou basquete na Universidade Estadual de San Diego, e seu pai jogou futebol americano no Chadron State College. Jason treinou Nickal durante sua juventude, até ele ingressar na Penn State. Sua mãe, Sandy, também foi boxeadora amadora.
Nickal é cristão. Ele afirmou que sua fé em Deus ajuda a aliviar a pressão durante as competições:

"Vencendo ou perdendo, continuo sendo a mesma pessoa, minha família me ama e continuo servindo a um grande Deus. E, sabe, parte do plano d'Ele para a minha vida é lutar. Então eu realmente acredito que isso é importante, mas, no fim das contas, não é isso que me define. Eu coloco minha identidade em Jesus Cristo e vou lá competir livremente e da melhor forma que posso em cada luta."
Quando criança, seu lutador favorito era o bicampeão olímpico John Smith. Fora da luta olímpica, Nickal também é entusiasta de spikeball e fã de futebol americano, tendo como jogador favorito o ex-atleta do Detroit Lions, Barry Sanders.
Nickal casou-se com Maddie Holmberg em 12 de dezembro de 2020. Maddie é filha de Rob Holmberg, ex-jogador de futebol americano da Penn State e da NFL.

## Títulos e conquistas

### Artes marciais mistas
- Ultimate Fighting Championship
  - Performance da Noite (1 vez) vs. Jamie Pickett[86]
  - Prêmios UFC Honors
    - 2023: Estreia do Ano – Escolha dos Fãs vs. Jamie Pickett[107]

  - Prêmios UFC.com
    - 2023: 2º colocado – Revelação do Ano[108]

- ESPN
  - Revelação do Ano de 2023[109]

## Mixed martial arts record
| Cartel no MMA   |            |           |
| 8 lutas         | 7 vitórias | 1 derrota |
| Por nocaute     | 2          | 1         |
| Por finalização | 4          | 0         |
| Por decisão     | 1          | 0         |

| Res.    | Cartel | Oponente          | Método                           | Evento                                | Data                   | Round | Tempo | Local                              | Notas                                                    |
| ------- | ------ | ----------------- | -------------------------------- | ------------------------------------- | ---------------------- | ----- | ----- | ---------------------------------- | -------------------------------------------------------- |
| Derrota | 7–1    | Reinier de Ridder | Nocaute técnico (joelhadas)      | UFC on ESPN: Sandhagen vs. Figueiredo | 2025 de maio de 3      | 2     | 1:53  | Des Moines, Iowa, Estados Unidos   |                                                          |
| Vitória | 7–0    | Paul Craig        | Decisão (unânime)                | UFC 309                               | 2024 de novembro de 16 | 3     | 5:00  | Nova Iorque, Estados Unidos        |                                                          |
| Vitória | 6–0    | Cody Brundage     | Finalização (mata-leão)          | UFC 300                               | 2024 de abril de 13    | 2     | 3:38  | Las Vegas, Nevada, Estados Unidos  |                                                          |
| Vitória | 5–0    | Val Woodburn      | Nocaute técnico (socos)          | UFC 290                               | 2023 de julho de 8     | 1     | 0:38  | Las Vegas, Nevada, Estados Unidos  |                                                          |
| Vitória | 4–0    | Jamie Pickett     | Finalização (triângulo de braço) | UFC 285                               | 2023 de março de 4     | 1     | 2:54  | Las Vegas, Nevada, Estados Unidos  | Performance da Noite.                                    |
| Vitória | 3–0    | Donovan Beard     | Finalização (triângulo)          | Dana White's Contender Series 56      | 2022 de setembro de 27 | 1     | 0:52  | Las Vegas, Nevada, Estados Unidos  |                                                          |
| Vitória | 2–0    | Zachary Borrego   | Finalização (mata-leão)          | Dana White's Contender Series 49      | 2022 de agosto de 9    | 1     | 1:02  | Las Vegas, Nevada, Estados Unidos  | Luta em peso casado (85,1 kg); Borrego não bateu o peso. |
| Vitória | 1–0    | John Noland       | Nocaute (socos)                  | Jorge Masvidal's iKON FC 3            | 2022 de junho de 3     | 1     | 0:33  | Richmond, Virgínia, Estados Unidos | Estreia no peso-médio.                                   |

## Cartel MMA Amador
| Cartel no MMA   |            |           |
| 2 lutas         | 2 vitórias | 0 derrota |
| Por nocaute     | 1          | 0         |
| Por finalização | 1          | 0         |

| Res.    | Cartel | Oponente     | Método                   | Evento           | Data                   | Round | Tempo | Local                   | Notas |
| ------- | ------ | ------------ | ------------------------ | ---------------- | ---------------------- | ----- | ----- | ----------------------- | ----- |
| Vitória | 2–0    | Billy Goode  | Nocaute (soco)           | Island Fights 70 | 2021 de novembro de 5  | 1     | 0:56  | Flórida, Estados Unidos |       |
| Vitória | 1–0    | David Conley | Finalização (guilhotina) | Island Fights 69 | 2021 de setembro de 24 | 1     | 2:02  | Flórida, Estados Unidos |       |

## Cartel no wrestling estilo livre
| Lutas de wrestling estilo livre (nível sênior)                           | Lutas de wrestling estilo livre (nível sênior)           | Lutas de wrestling estilo livre (nível sênior)           | Lutas de wrestling estilo livre (nível sênior)           | Lutas de wrestling estilo livre (nível sênior)           | Lutas de wrestling estilo livre (nível sênior)           | Lutas de wrestling estilo livre (nível sênior)           |
| Resultado                                                                | Cartel                                                   | Adversário                                               | Pontuação                                                | Data                                                     | Evento                                                   | Local                                                    |
| Seletiva Olímpica dos EUA de 2020 na categoria até 86 kg                 | Seletiva Olímpica dos EUA de 2020 na categoria até 86 kg | Seletiva Olímpica dos EUA de 2020 na categoria até 86 kg | Seletiva Olímpica dos EUA de 2020 na categoria até 86 kg | Seletiva Olímpica dos EUA de 2020 na categoria até 86 kg | Seletiva Olímpica dos EUA de 2020 na categoria até 86 kg | Seletiva Olímpica dos EUA de 2020 na categoria até 86 kg |
| ------------------------------------------------------------------------ | -------------------------------------------------------- | -------------------------------------------------------- | -------------------------------------------------------- | -------------------------------------------------------- | -------------------------------------------------------- | -------------------------------------------------------- |
| Derrota                                                                  | 28–10                                                    | David Taylor                                             | 0–6                                                      | 2–3 de abril de 2021                                     | Seletiva Olímpica dos EUA de 2020                        | Fort Worth, Texas                                        |
| Derrota                                                                  | 28–9                                                     | David Taylor                                             | 0–4                                                      | 2–3 de abril de 2021                                     | Seletiva Olímpica dos EUA de 2020                        | Fort Worth, Texas                                        |
| Vitória                                                                  | 28–8                                                     | Zahid Valencia                                           | 12–5                                                     | 2–3 de abril de 2021                                     | Seletiva Olímpica dos EUA de 2020                        | Fort Worth, Texas                                        |
| Vitória                                                                  | 27–8                                                     | Pat Downey                                               | ST 13–3                                                  | 2–3 de abril de 2021                                     | Seletiva Olímpica dos EUA de 2020                        | Fort Worth, Texas                                        |
| Vitória                                                                  | 26–8                                                     | Carter Starocci                                          | 6–1                                                      | 2–3 de abril de 2021                                     | Seletiva Olímpica dos EUA de 2020                        | Fort Worth, Texas                                        |
| Derrota                                                                  | 25–8                                                     | Gabe Dean                                                | 2–3                                                      | 23 de fevereiro de 2021                                  | Nittany Lion Wrestling Club - NLWC V                     | State College, Pensilvânia                               |
| Vitória                                                                  | 25–7                                                     | Alex Dieringer                                           | 1–1                                                      | 19 de setembro de 2020                                   | Nittany Lion Wrestling Club - NLWC V                     | State College, Pensilvânia                               |
| Ranking Series Matteo Pellicone 2020 – 7º lugar na categoria até 97 kg   |                                                          |                                                          |                                                          |                                                          |                                                          |                                                          |
| Vitória                                                                  | 24–7                                                     | Alisher Yergali                                          | 13–12                                                    | 15–18 de janeiro de 2020                                 | Ranking Series Matteo Pellicone 2020                     | Roma, Itália                                             |
| Derrota                                                                  | 23–7                                                     | Mohammad Mohammadian                                     | ST 0–10                                                  | 15–18 de janeiro de 2020                                 | Ranking Series Matteo Pellicone 2020                     | Roma, Itália                                             |
| Vitória                                                                  | 23–6                                                     | George Stark Serege                                      | ST 11–1                                                  | 15–18 de janeiro de 2020                                 | Ranking Series Matteo Pellicone 2020                     | Roma, Itália                                             |
| Campeonato Mundial Sub-23 de 2019 na categoria até 92 kg                 |                                                          |                                                          |                                                          |                                                          |                                                          |                                                          |
| Vitória                                                                  | 22–6                                                     | Batyrbek Tsakulov                                        | ST 12–2                                                  | 30 de outubro de 2019                                    | Campeonato Mundial Sub-23 de 2019                        | Budapeste, Hungria                                       |
| Vitória                                                                  | 21–6                                                     | Shamil Zubairov                                          | 9–1                                                      | 29 de outubro de 2019                                    | Campeonato Mundial Sub-23 de 2019                        | Budapeste, Hungria                                       |
| Vitória                                                                  | 20–6                                                     | Takumi Tanizaki                                          | Queda                                                    | 29 de outubro de 2019                                    | Campeonato Mundial Sub-23 de 2019                        | Budapeste, Hungria                                       |
| Vitória                                                                  | 19–6                                                     | Hossein Shahbazigazvar                                   | ST 12–2                                                  | 29 de outubro de 2019                                    | Campeonato Mundial Sub-23 de 2019                        | Budapeste, Hungria                                       |
| Seletiva da Equipe Mundial Sub-23 dos EUA de 2019 na categoria até 92 kg |                                                          |                                                          |                                                          |                                                          |                                                          |                                                          |
| Vitória                                                                  | 18–6                                                     | Jake Woodley                                             | 12–4                                                     | 16 de julho de 2019                                      | Nacionais Fargo 2019 (repescagem especial)               | Fargo, Dacota do Norte                                   |
| Vitória                                                                  | 17–6                                                     | Jake Woodley                                             | 8–2                                                      | 16 de julho de 2019                                      | Nacionais Fargo 2019 (repescagem especial)               | Fargo, Dacota do Norte                                   |
| Seletiva da Equipe Mundial dos EUA de 2019 na categoria até 92 kg        |                                                          |                                                          |                                                          |                                                          |                                                          |                                                          |
| Derrota                                                                  | 16–6                                                     | J'den Cox                                                | 0–5                                                      | 8 de junho de 2019                                       | Final X: Rutgers 2019                                    | New Brunswick, Nova Jérsei                               |
| Derrota                                                                  | 16–5                                                     | J'den Cox                                                | 2–4                                                      | 7 de junho de 2019                                       | Final X: Rutgers 2019                                    | New Brunswick, Nova Jérsei                               |
| Vitória                                                                  | 16–4                                                     | Michael Macchiavello                                     | 5–0                                                      | 19 de maio de 2019                                       | Torneio Desafio da Seletiva Mundial dos EUA de 2019      | Lincoln, Nebraska                                        |
| Vitória                                                                  | 15–4                                                     | Michael Macchiavello                                     | ST 10–0                                                  | 18 de maio de 2019                                       | Torneio Desafio da Seletiva Mundial dos EUA de 2019      | Lincoln, Nebraska                                        |
| US Open de 2019 na categoria até 92 kg                                   |                                                          |                                                          |                                                          |                                                          |                                                          |                                                          |
| Vitória                                                                  | 14–4                                                     | Hayden Zillmer                                           | ST 13–3                                                  | 24–27 de abril de 2019                                   | Campeonato Nacional US Open de 2019                      | Las Vegas, Nevada                                        |
| Vitória                                                                  | 13–4                                                     | Michael Macchiavello                                     | ST 14–4                                                  | 24–27 de abril de 2019                                   | Campeonato Nacional US Open de 2019                      | Las Vegas, Nevada                                        |
| Vitória                                                                  | 12–4                                                     | Scottie Boykin                                           | ST 10–0                                                  | 24–27 de abril de 2019                                   | Campeonato Nacional US Open de 2019                      | Las Vegas, Nevada                                        |
| Vitória                                                                  | 11–4                                                     | Patrick Rhoads                                           | Queda                                                    | 24–27 de abril de 2019                                   | Campeonato Nacional US Open de 2019                      | Las Vegas, Nevada                                        |
| Vitória                                                                  | 10–4                                                     | Jamal Lewis                                              | Queda                                                    | 24–27 de abril de 2019                                   | Campeonato Nacional US Open de 2019                      | Las Vegas, Nevada                                        |
| US Open de 2017 – 4º lugar na categoria até 86 kg                        |                                                          |                                                          |                                                          |                                                          |                                                          |                                                          |
| Derrota                                                                  | 9–4                                                      | Nick Heflin                                              | 8–10                                                     | 29 de abril de 2017                                      | Campeonato Nacional US Open de 2017                      | Las Vegas, Nevada                                        |
| Vitória                                                                  | 9–3                                                      | Pat Downey                                               | ST 12–2                                                  | 29 de abril de 2017                                      | Campeonato Nacional US Open de 2017                      | Las Vegas, Nevada                                        |
| Derrota                                                                  | 8–3                                                      | Richard Perry                                            | 8–10                                                     | 29 de abril de 2017                                      | Campeonato Nacional US Open de 2017                      | Las Vegas, Nevada                                        |
| Vitória                                                                  | 8–2                                                      | John Staudenmayer                                        | ST 10–0                                                  | 28 de abril de 2017                                      | Campeonato Nacional US Open de 2017                      | Las Vegas, Nevada                                        |
| Vitória                                                                  | 7–2                                                      | Timmy McCall                                             | ST 10–0                                                  | 28 de abril de 2017                                      | Campeonato Nacional US Open de 2017                      | Las Vegas, Nevada                                        |
| Vitória                                                                  | 6–2                                                      | Randy Keesler                                            | ST 10–0                                                  | 28 de abril de 2017                                      | Campeonato Nacional US Open de 2017                      | Las Vegas, Nevada                                        |
| Última Chance OTT dos EUA de 2016 – 4º lugar na categoria até 86 kg      |                                                          |                                                          |                                                          |                                                          |                                                          |                                                          |
| Derrota                                                                  | 5–2                                                      | Nick Heflin                                              | Queda                                                    | 3 de abril de 2016                                       | Seletiva Olímpica "Última Chance" dos EUA de 2016        | Cedar Falls, Iowa                                        |
| Vitória                                                                  | 5–1                                                      | Robert Hamlin                                            | 10–8                                                     | 3 de abril de 2016                                       | Seletiva Olímpica "Última Chance" dos EUA de 2016        | Cedar Falls, Iowa                                        |
| Vitória                                                                  | 4–1                                                      | Victor Terrell                                           | ST 10–0                                                  | 3 de abril de 2016                                       | Seletiva Olímpica "Última Chance" dos EUA de 2016        | Cedar Falls, Iowa                                        |
| Vitória                                                                  | 3–1                                                      | Frank Richmond                                           | 14–10                                                    | 3 de abril de 2016                                       | Seletiva Olímpica "Última Chance" dos EUA de 2016        | Cedar Falls, Iowa                                        |
| Derrota                                                                  | 2–1                                                      | Kevin Steinhaus                                          | ST 1–12                                                  | 3 de abril de 2016                                       | Seletiva Olímpica "Última Chance" dos EUA de 2016        | Cedar Falls, Iowa                                        |
| Vitória                                                                  | 2–0                                                      | Austin Faunce                                            | ST 10–0                                                  | 3 de abril de 2016                                       | Seletiva Olímpica "Última Chance" dos EUA de 2016        | Cedar Falls, Iowa                                        |
| Vitória                                                                  | 1–0                                                      | Wesley Schultz                                           | ST 10–0                                                  | 3 de abril de 2016                                       | Seletiva Olímpica "Última Chance" dos EUA de 2016        | Cedar Falls, Iowa                                        |

## Cartel no NCAA
| Vitória                                                           | 120–3 | Kollin Moore      | 5–1         | 21–23 de março de 2019  | Campeonato Nacional da NCAA – Divisão I          |
| Vitória                                                           | 119–3 | Patrick Brucki    | Queda       | 21–23 de março de 2019  | Campeonato Nacional da NCAA – Divisão I          |
| Vitória                                                           | 118–3 | Nathan Traxler    | DV 14–4     | 21–23 de março de 2019  | Campeonato Nacional da NCAA – Divisão I          |
| Vitória                                                           | 117–3 | Josh Hokit        | Queda       | 21–23 de março de 2019  | Campeonato Nacional da NCAA – Divisão I          |
| Vitória                                                           | 116–3 | Ethan Laird       | Queda       | 21–23 de março de 2019  | Campeonato Nacional da NCAA – Divisão I          |
| Campeonato da Big Ten de 2019 na categoria até 89,3 kg            |       |                   |             |                         |                                                  |
| Vitória                                                           | 115–3 | Kollin Moore      | 10–3        | 9–10 de março de 2019   | Campeonato da Big Ten de 2019                    |
| Vitória                                                           | 114–3 | Eric Schultz      | DV 10–2     | 9–10 de março de 2019   | Campeonato da Big Ten de 2019                    |
| Vitória                                                           | 113–3 | Brad Wilton       | ST 19–4     | 9–10 de março de 2019   | Campeonato da Big Ten de 2019                    |
| Vitória                                                           | 112–3 | Brett Perry       | Queda       | 24 de fevereiro de 2019 | Duelo Buffalo vs. Penn State                     |
| Vitória                                                           | 111–3 | Matt Wroblewski   | ST 19–3     | 17 de fevereiro de 2019 | Duelo Penn State vs. Illinois                    |
| Vitória                                                           | 110–3 | Brad Wilton       | Queda       | 15 de fevereiro de 2019 | Duelo Michigan State vs. Penn State              |
| Vitória                                                           | 109–3 | Kollin Moore      | Queda       | 8 de fevereiro de 2019  | Duelo Penn State vs. Ohio State                  |
| Vitória                                                           | 108–3 | Jackson Striggow  | Queda       | 2 de fevereiro de 2019  | Duelo Michigan vs. Penn State                    |
| Vitória                                                           | 107–3 | Kleimola Jake     | Queda       | 27 de janeiro de 2019   | Duelo Penn State vs. Indiana State               |
| Vitória                                                           | 106–3 | Christian Brunner | DV 17–6     | 25 de janeiro de 2019   | Duelo Penn State vs. Purdue                      |
| Vitória                                                           | 105–3 | Eric Schultz      | 8–6         | 20 de janeiro de 2019   | Duelo Nebraska vs. Penn State                    |
| Vitória                                                           | 104–3 | Beau Breske       | DV 14–4     | 13 de janeiro de 2019   | Duelo Wisconsin vs. Penn State                   |
| Vitória                                                           | 103–3 | Zack Chakonis     | Queda       | 11 de janeiro de 2019   | Duelo Penn State vs. Northwestern                |
| Southern Scuffle 2019 na categoria até 89,3 kg                    |       |                   |             |                         |                                                  |
| Vitória                                                           | 102–3 | Nathan Traxler    | Queda       | 1–2 de janeiro de 2019  | Southern Scuffle 2019                            |
| Vitória                                                           | 101–3 | Tom Sleigh        | Queda       | 1–2 de janeiro de 2019  | Southern Scuffle 2019                            |
| Vitória                                                           | 100–3 | Joshua Roetman    | Queda       | 1–2 de janeiro de 2019  | Southern Scuffle 2019                            |
| Vitória                                                           | 99–3  | Luke McGonigal    | Queda       | 1–2 de janeiro de 2019  | Southern Scuffle 2019                            |
| Vitória                                                           | 98–3  | Tyrie Houghton    | Queda       | 1–2 de janeiro de 2019  | Southern Scuffle 2019                            |
| Vitória                                                           | 97–3  | Austyn Harris     | Queda       | 14 de dezembro de 2018  | Duelo Arizona State vs. Penn State               |
| Vitória                                                           | 96–3  | Jake Jakobsen     | ST 19–4     | 14 de dezembro de 2018  | Duelo Lehigh vs. Penn State                      |
| Vitória                                                           | 95–3  | Drew Phipps       | DV 16–6     | 30 de novembro de 2018  | Duelo Penn State vs. Bucknell                    |
| Keystone Classic 2018 na categoria até 89,3 kg                    |       |                   |             |                         |                                                  |
| Vitória                                                           | 94–3  | Stephen Loiseau   | DV 18–4     | 18 de novembro de 2018  | Keystone Classic 2018                            |
| Vitória                                                           | 93–3  | Ethan Laird       | Queda       | 18 de novembro de 2018  | Keystone Classic 2018                            |
| Vitória                                                           | 92–3  | Benjamin Markulec | Queda       | 18 de novembro de 2018  | Keystone Classic 2018                            |
| Vitória                                                           | 91–3  | Shane Mast        | Queda       | 11 de novembro de 2018  | Duelo Maryland vs. Ohio State                    |
| Início da temporada 2018–2019 (último ano)                        |       |                   |             |                         |                                                  |
| Fim da temporada 2017–2018 (terceiro ano)                         |       |                   |             |                         |                                                  |
| Campeonato da 1ª Divisão da NCAA de 2018 na categoria até 83,5 kg |       |                   |             |                         |                                                  |
| Vitória                                                           | 90–3  | Myles Martin      | Queda       | 15–17 de março de 2018  | Campeonato Nacional da NCAA 2018                 |
| Vitória                                                           | 89–3  | Domenic Abounader | 6–3         | 15–17 de março de 2018  | Campeonato Nacional da NCAA 2018                 |
| Vitória                                                           | 88–3  | Max Dean          | 13–7        | 15–17 de março de 2018  | Campeonato Nacional da NCAA 2018                 |
| Vitória                                                           | 87–3  | Jordan Ellingwood | 10–4        | 15–17 de março de 2018  | Campeonato Nacional da NCAA 2018                 |
| Vitória                                                           | 86–3  | Martin Mueller    | DV 16–4     | 15–17 de março de 2018  | Campeonato Nacional da NCAA 2018                 |
| Campeonato da Big Ten 2018 na categoria até 83,5 kg               |       |                   |             |                         |                                                  |
| Vitória                                                           | 85–3  | Myles Martin      | 7–4         | 3–4 de março de 2018    | Campeonato da Big Ten 2018                       |
| Vitória                                                           | 84–3  | Brandon Krone     | Queda       | 3–4 de março de 2018    | Campeonato da Big Ten 2018                       |
| Vitória                                                           | 83–3  | Emery Parker      | 5–2         | 3–4 de março de 2018    | Campeonato da Big Ten 2018                       |
| Vitória                                                           | 82–3  | Brett Perry       | Queda       | 18 de fevereiro de 2018 | Duelo Buffalo vs. Penn State                     |
| Vitória                                                           | 81–3  | Mitch Bowman      | Queda       | 10 de fevereiro de 2018 | Duelo Iowa vs. Penn State                        |
| Vitória                                                           | 80–3  | Myles Martin      | DV 10–2     | 3 de fevereiro de 2018  | Duelo Ohio State vs. Penn State                  |
| Vitória                                                           | 79–3  | Nicholas Gravina  | 6–5         | 28 de janeiro de 2018   | Duelo Penn State vs. Rutgers                     |
| Vitória                                                           | 78–3  | Dylan Anderson    | Queda       | 26 de janeiro de 2018   | Duelo Minnesota vs. Penn State                   |
| Vitória                                                           | 77–3  | Niko Capello      | Queda       | 21 de janeiro de 2018   | Duelo Penn State vs. Maryland                    |
| Vitória                                                           | 76–3  | Max Lyon          | Queda       | 19 de janeiro de 2018   | Duelo Purdue vs. Penn State                      |
| Vitória                                                           | 75–3  | Shwan Shadaia     | Queda       | 14 de janeiro de 2018   | Duelo Penn State vs. Michigan State              |
| Vitória                                                           | 74–3  | Domenic Abounader | 5–2         | 12 de janeiro de 2018   | Duelo Penn State vs. Michigan                    |
| Southern Scuffle 2018 na categoria até 83,5 kg                    |       |                   |             |                         |                                                  |
| Vitória                                                           | 73–3  | Drew Foster       | DV 10–2     | 1–2 de janeiro de 2018  | Southern Scuffle 2018                            |
| Vitória                                                           | 72–3  | Nick Renan        | DV 12–4     | 1–2 de janeiro de 2018  | Southern Scuffle 2018                            |
| Vitória                                                           | 71–3  | Stanley Smeltzer  | Queda       | 1–2 de janeiro de 2018  | Southern Scuffle 2018                            |
| Vitória                                                           | 70–3  | Austin Flores     | Queda       | 1–2 de janeiro de 2018  | Southern Scuffle 2018                            |
| Vitória                                                           | 69–3  | Nick Mosco        | Queda       | 1–2 de janeiro de 2018  | Southern Scuffle 2018                            |
| Vitória                                                           | 68–3  | Norman Conley     | Queda       | 17 de dezembro de 2017  | Duelo Indiana vs. Penn State                     |
| Vitória                                                           | 67–3  | Ryan Preisch      | TF 19–4     | 14 de dezembro de 2017  | Duelo Penn State vs. Lehigh                      |
| Keystone Classic 2017 na categoria até 83,5 kg                    |       |                   |             |                         |                                                  |
| Vitória                                                           | 66–3  | Mitch Sliga       | Queda       | 19 de novembro de 2017  | Keystone Classic 2017                            |
| Vitória                                                           | 65–3  | Josh Murphy       | Queda       | 19 de novembro de 2017  | Keystone Classic 2017                            |
| Vitória                                                           | 64–3  | Kanon Dean        | TF 24–9     | 19 de novembro de 2017  | Keystone Classic 2017                            |
| Vitória                                                           | 63–3  | Ben Wagner        | Queda       | 19 de novembro de 2017  | Keystone Classic 2017                            |
| Vitória                                                           | 62–3  | Steve Schneider   | DV 15–6     | 17 de novembro de 2017  | Duelo Penn State vs. Binghamton                  |
| Vitória                                                           | 61–3  | Drew Phipps       | TF 16–6     | 12 de novembro de 2017  | Duelo Bucknell vs. Penn State                    |
| Vitória                                                           | 60–3  | Noah Steward      | Queda       | 11 de novembro de 2017  | Duelo Army vs. Penn State                        |
| Início da temporada 2017–2018 (terceiro ano)                      |       |                   |             |                         |                                                  |
| Fim da temporada 2016–2017 (segundo ano)                          |       |                   |             |                         |                                                  |
| Campeonato da 1ª Divisão da NCAA de 2017 na categoria até 83,5 kg |       |                   |             |                         |                                                  |
| Vitória                                                           | 59–3  | Gabe Dean         | 4–3         | 16–18 de março de 2017  | [[Campeonato da 1ª Divisão da NCAA de 2017       |
| Vitória                                                           | 58–3  | Sammy Brooks      | Queda       | 16–18 de março de 2017  | [[Campeonato da 1ª Divisão da NCAA de 2017       |
| Vitória                                                           | 57–3  | TJ Dudley         | Queda       | 16–18 de março de 2017  | [[Campeonato da 1ª Divisão da NCAA de 2017       |
| Vitória                                                           | 56–3  | Steve Schneider   | Queda       | 16–18 de março de 2017  | [[Campeonato da 1ª Divisão da NCAA de 2017       |
| Vitória                                                           | 55–3  | Mitch Sliga       | TF 15–0     | 16–18 de março de 2017  | [[Campeonato da 1ª Divisão da NCAA de 2017       |
| Campeonato da Big Ten Conference 2017 na categoria até 83,5 kg    |       |                   |             |                         |                                                  |
| Vitória                                                           | 54–3  | TJ Dudley         | 14–9        | 4–5 de março de 2017    | Campeonato da Big Ten Conference 2017            |
| Vitória                                                           | 53–3  | Emery Parker      | 8–2         | 4–5 de março de 2017    | Campeonato da Big Ten Conference 2017            |
| Derrota                                                           | 52–3  | Myles Martin      | 4–6         | 4–5 de março de 2017    | Campeonato da Big Ten Conference 2017            |
| Vitória                                                           | 52–2  | Hunter Ritter     | Queda       | 4–5 de março de 2017    | Campeonato da Big Ten Conference 2017            |
| Vitória                                                           | 51–2  | Nolan Boyd        | Queda       | 19 de fevereiro de 2017 | Duelo Penn State vs. Oklahoma State              |
| Vitória                                                           | 50–2  | Idris White       | Queda       | 12 de fevereiro de 2017 | Duelo Maryland vs. Penn State                    |
| Vitória                                                           | 49–2  | Emery Parker      | DV 18–5     | 10 de fevereiro de 2017 | Duelo Illinois vs. Penn State                    |
| Vitória                                                           | 48–2  | Myles Martin      | 8–2         | 3 de fevereiro de 2017  | Duelo Penn State vs. Ohio State                  |
| Vitória                                                           | 47–2  | Mitch Sliga       | DV 10–1     | 29 de janeiro de 2017   | Duelo Penn State vs. Northwestern                |
| Vitória                                                           | 46–2  | Hunter Ritter     | Queda       | 27 de janeiro de 2017   | Duelo Penn State vs. Wisconsin                   |
| Vitória                                                           | 45–2  | Sammy Brooks      | Queda       | 20 de janeiro de 2017   | Duelo Penn State vs. Iowa                        |
| Vitória                                                           | 44–2  | Nicholas Gravina  | Queda       | 13 de janeiro de 2017   | Duelo Rutgers vs. Penn State                     |
| Vitória                                                           | 43–2  | TJ Dudley         | 10–5        | 8 de janeiro de 2017    | Duelo Penn State vs. Nebraska                    |
| Vitória                                                           | 42–2  | Robert Steveson   | Queda       | 6 de janeiro de 2017    | Duelo Penn State vs. Minnesota                   |
| Vitória                                                           | 41–2  | Steve Schneider   | TF 18–7     | 12 de dezembro de 2016  | Duelo Binghamton vs. Penn State                  |
| Vitória                                                           | 40–2  | Kyle Gentile      | Queda       | 4 de dezembro de 2016   | Duelo Lehigh vs. Bucknell                        |
| Keystone Classic 2016 na categoria até 83,5 kg                    |       |                   |             |                         |                                                  |
| Vitória                                                           | 39–2  | Mitch Sliga       | Queda       | 20 de novembro de 2016  | Keystone Classic 2016                            |
| Vitória                                                           | 38–2  | Anthony Mancini   | Queda       | 20 de novembro de 2016  | Keystone Classic 2016                            |
| Vitória                                                           | 37–2  | Kayne MacCallum   | Queda       | 20 de novembro de 2016  | Keystone Classic 2016                            |
| Vitória                                                           | 36–2  | Elliot Antler     | Queda       | 20 de novembro de 2016  | Keystone Classic 2016                            |
| Vitória                                                           | 35–2  | Austin Flores     | Queda       | 13 de novembro de 2016  | Duelo Stanford vs. Penn State                    |
| Vitória                                                           | 34–2  | Samson Imonode    | Queda       | 11 de novembro de 2016  | Duelo Penn State vs. Army                        |
| Início da temporada 2016–2017 (segundo ano)                       |       |                   |             |                         |                                                  |
| Fim da temporada 2015–2016 (ano de calouro)                       |       |                   |             |                         |                                                  |
| Campeonato da Divisão I da NCAA de Wrestling de 2016 – 79 kg      |       |                   |             |                         |                                                  |
| Derrota                                                           | 33–2  | Myles Martin      | 9–11        | 17–19 de março de 2016  | Campeonato Nacional da Divisão I da NCAA de 2016 |
| Vitória                                                           | 33–1  | Nate Jackson      | 4–3         | 17–19 de março de 2016  | Campeonato Nacional da Divisão I da NCAA de 2016 |
| Vitória                                                           | 32–1  | Chandler Rogers   | MD 15–4     | 17–19 de março de 2016  | Campeonato Nacional da Divisão I da NCAA de 2016 |
| Vitória                                                           | 31–1  | Micah Barnes      | 7–2         | 17–19 de março de 2016  | Campeonato Nacional da Divisão I da NCAA de 2016 |
| Vitória                                                           | 30–1  | Josef Johnson     | MD 10–2     | 17–19 de março de 2016  | Campeonato Nacional da Divisão I da NCAA de 2016 |
| Campeonato da Big Ten de 2016 – 79 kg                             |       |                   |             |                         |                                                  |
| Vitória                                                           | 29–1  | Zac Brunson       | MD 18–9     | 5–6 de março de 2016    | Campeonato da Big Ten de 2016                    |
| Vitória                                                           | 28–1  | Myles Martin      | Finalização | 5–6 de março de 2016    | Campeonato da Big Ten de 2016                    |
| Vitória                                                           | 27–1  | Phillip Bakuckas  | MD 15–3     | 5–6 de março de 2016    | Campeonato da Big Ten de 2016                    |
| Vitória                                                           | 26–1  | Hestin Lamons     | TF 17–2     | 21 de fevereiro de 2016 | Duelo Oklahoma State – Penn State                |
| Vitória                                                           | 25–1  | Travis Curley     | TF 24–9     | 13 de fevereiro de 2016 | Duelo Michigan State – Penn State                |
| Vitória                                                           | 24–1  | Gordon Wolf       | MD 14–6     | 12 de fevereiro de 2016 | Duelo Penn State – Lehigh                        |
| Vitória                                                           | 23–1  | Myles Martin      | 11–5        | 5 de fevereiro de 2016  | Duelo Ohio State – Penn State                    |
| Vitória                                                           | 22–1  | Davonte Mahomes   | INJ         | 31 de janeiro de 2016   | Duelo Michigan – Penn State                      |
| Vitória                                                           | 21–1  | Zac Brunson       | Finalização | 23 de janeiro de 2016   | Duelo Penn State – Illinois                      |
| Vitória                                                           | 20–1  | Mitch Sliga       | Finalização | 17 de janeiro de 2016   | Duelo Penn State – Northwestern                  |
| Vitória                                                           | 19–1  | Micah Barnes      | 10–3        | 15 de janeiro de 2016   | Duelo Nebraska – Penn State                      |
| Derrota                                                           | 18–1  | Nate Jackson      | 6–7         | 12 de janeiro de 2016   | Duelo Penn State – Indiana                       |
| Vitória                                                           | 18–0  | Jacob Morrissey   | TF 16–1     | 8 de janeiro de 2016    | Duelo Penn State – Purdue                        |
| Início da temporada 2015–2016 (ano de calouro)                    |       |                   |             |                         |                                                  |

### Estatísticas
| Temporada | Ano         | Universidade            | Colocação | Categoria de peso | Cartel | Aproveitamento de vitórias | Vitórias com bônus |
| --------- | ----------- | ----------------------- | --------- | ----------------- | ------ | -------------------------- | ------------------ |
| 2019      | Sênior      | Universidade Penn State | #1 (1º)   | 197 lb (89 kg)    | 30–0   | 100,00%                    | 90,00%             |
| 2018      | Júnior      | Universidade Penn State | #1 (1º)   | 184 lb (83 kg)    | 31–0   | 100,00%                    | 74,19%             |
| 2017      | Segundo ano | Universidade Penn State | #2 (1º)   | 184 lb (83 kg)    | 26–1   | 96,30%                     | 77,78%             |
| 2016      | Calouro     | Universidade Penn State | #1 (2º)   | 174 lb (79 kg)    | 33–2   | 94,29%                     | 65,71%             |
| Carreira  | Carreira    | Carreira                | Carreira  | Carreira          | 120–3  | 97,65%                     | 76,77%             |

## Registro no submission grappling
| 3 lutas, 0 vitórias, 1 derrota (1 por finalização), 2 empates |        |              |                         |                               |           |            |                       |                   |
| Resultado                                                     | Cartel | Oponente     | Método                  | Evento                        | Divisão   | Estilo     | Ano                   | Local             |
| Empate                                                        | 0–1–2  | Oliver Taza  | Empate (tempo limite)   | UFC Fight Pass Invitational 2 | Aberto    | Sem kimono | 3 de julho de 2022    | Las Vegas, Nevada |
| Empate                                                        | 0–1–1  | Elliot Kelly | Empate (tempo limite)   | UFC Fight Pass Invitational 2 | Aberto    | Sem kimono | 3 de julho de 2022    | Las Vegas, Nevada |
| Derrota                                                       | 0–1    | Gordon Ryan  | Finalização (triângulo) | Third Coast Grappling 3       | Superluta | Sem kimono | 7 de dezembro de 2019 | Houston, Texas    |